# Servais-Théodore Pinckaers
Servais-Théodore Pinckaers O.P. (Liège, 1925 – Friburgo, 2008) foi um notável teólogo moral, sacerdote católico romano belga, membro da Ordem Dominicana (Ordem dos Pregadores). Ele tem sido especialmente influente na renovação de uma abordagem teológica e cristológica da ética da virtude cristã.

## Biografia
Servais Theodore Pinckaers nasceu em Liège ( Bélgica ) em 1925 e foi criado na aldeia de Wonck (hoje parte do município de Bassenge) na região da Valônia, na Bélgica. Em 1945 ingressou na Ordem Dominicana e prosseguiu os estudos de teologia no Studium Dominicano Belga de La Sarte, obtendo a licença em teologia (1952) sob a direção de Jérôme Hamer, escrevendo a sua tese (tesina) sobre o Surnaturel de Henri de Lubac. Fez doutorado no Pontificium Athenaeum Internationale Angelicum, futura Pontifícia Universidade de São Tomás de Aquino, Angelicum, frequentando aulas de notáveis como Reginald Garrigou-Lagrange, Paul Philippe e Mario Luigi Ciappi. Sua dissertação, escrita sob a direção de Louis-Bertrand Gillon, foi um estudo da teologia medieval da esperança, intitulada “La vertu d'espérance de Pierre Lombard à saint Thomas” (1954).
Após a conclusão de seus estudos, Pe. Pinckaers retornou ao Dominican Studium em La Sarte para ensinar teologia moral de 1954-1965. (Ele estava em La Sarte quando, em 1958, um dos frades da comunidade, Dominique Pire, ganhou o Prémio Nobel da Paz pelo seu trabalho em favor dos muitos refugiados de guerra ( pessoas deslocadas ) da Europa. Foi também em La Sarte que o Pe. Pinckaers empreendeu os seus primeiros esforços para renovar a compreensão contemporânea da teologia moral, prenunciando em vários anos o apelo do Concílio Vaticano à renovação. Os frutos deste trabalho, que foram publicados como artigos em vários lugares, foram posteriormente reunidos no seu estudo inovador, Le renouveau de la morale (1964; Prefácio de Marie-Dominique Chenu). Foi também em La Sarte que ele escreveu a análise textual e o comentário das questões 6 a 21 da Prima Secundae (ou seja, o tratado de Tomás de Aquino sobre os atos humanos) para a edição bilíngue (latim e francês) da Revue des Jeunes da Summa Theologiae. (1961 e 1965). Pe. Pinckaers referiu-se à sua passagem por La Sarte, tanto como estudante como posteriormente como professor, como o momento em que obteve os insights que posteriormente apresentaria e desenvolveria em seu trabalho posterior. Estas ideias centrais para a renovação da teologia moral são (1) a primazia da Palavra de Deus, como uma Palavra viva que fala a todas as gerações e que é mais elevada do que qualquer palavra meramente humana; (2) a importância fundacional dos Padres da Igreja, especialmente Agostinho; e (3) o valor duradouro do método e dos insights de São Tomás.
Depois que o Studium de La Sarte ( Huy ) foi fechado em 1965, Pe. Pinckaers foi para o convento dominicano em Liège e se dedicou ao ministério pastoral durante os oito anos seguintes, anos que moldaram a preocupação pastoral expressa em grande parte do seu trabalho. Em 1975, foi chamado para ocupar a cátedra de língua francesa em teologia moral fundamental na Universidade de Friburgo, na Suíça, onde lecionou durante os vinte e cinco anos seguintes. Como professor emérito permaneceu em Friburgo, em residência no convento dominicano internacional de Santo Alberto Magno (o "Albertinum"), até sua morte em 7 de abril de 2008. Ele tinha oitenta e dois anos.

## Obras
Seu trabalho mais conhecido em inglês é The Sources of Christian Ethics (1995), que foi bem recebido por um setor surpreendentemente variado da Igreja na América e nos países de língua inglesa. Outras obras em inglês incluem: sua introdução ao pensamento moral intitulada Morality: the Catholic View (2001; com prefácio de Alasdair MacIntyre); The Pinckaers Reader: Renewing Thomistic Moral Theology (2005), uma coleção de seus ensaios mais significativos, subsequente à publicação de The Sources of Christian Ethics. Além disso, de especial interesse são o ensaio “The Sources of the Ethics of St. Thomas Aquinas” (em The Ethics of Aquinas, 2002), e sua apresentação popular do chamado cristão ao florescimento por meio das Bem-aventuranças, The Pursuit of Happiness: Living the Beatitudes (1998).
Pinckaers trabalhou para demonstrar uma visão completa da teologia católica. Ele argumentou que a departamentalização acadêmica das disciplinas teológicas corre o risco de falsificar a natureza da teologia. Retornando ao modelo e visão de Tomás de Aquino, recorrendo a fontes bíblicas, patrísticas, magisteriais e contemporâneas, ele reconheceu que é necessária uma interconexão de perspectivas filosóficas, morais, espirituais e teológicas para fazer justiça à agência cristã e à interação da natureza e graça, lei e prudência, interação humana e divina na busca do florescimento cristão. Com a atenção voltada para o arbítrio moral totalmente cristão, seus 25 livros e mais de 300 artigos visam o público acadêmico ou popular.
Seus trabalhos mais acadêmicos incluem um grande número de artigos (em revistas como Nova et Vetera e Revue Thomiste) e os seguintes livros: Ce qu'on ne peut jamais faire. La question des actes intrinsèquement mauvais: Histoire et discussion (1986); L'Evangile et la morale (1991); La morale catholique (1991); e La vie selon l'Esprit: Essai de théologie spirituelle selon saint Paul et saint Thomas d'Aquin (1996). Em 2001, ele publicou uma nova análise textual e comentário para as cinco primeiras questões da Prima Secundae (isto é, o tratado de Tomás de Aquino sobre a felicidade) para a segunda edição da Revue des Jeunes edição bilíngue (latim e francês) da Summa Theologiae. (La béatitude [Ia-IIae, qq. 1-5]).
Suas obras mais populares incluem um número ainda maior de artigos para revistas como Sources e Kerit, bem como os seguintes livros: La faim de l'Evangile (1977); La quête du Bonheur (1979); La justice évangélique (1986); La Prière Chrétienne (1989).
Após um período de inatividade após um ataque cardíaco, Pe. Pinckaers publicou A la découverte de Dieu dans les Confessions (2002), o primeiro de um estudo de dois volumes de Santo Agostinho cujo título geral é: En promenade avec saint Augustin. O segundo volume, ainda em 2015, está na Trindade. Publicou também Plaidoyer pour la vertu (2007), que foi uma das três obras a receber menção honrosa como vice-campeã do Grand prix catholique de littérature de 2007. No ano anterior à sua morte, Pe. Pinckaers preparou diversos textos para publicação, incluindo Passions et vertu (2009).

## Honras
Pinckaers também atuou em diversas comissões romanas, incluindo a Comissão que escreveu o Catecismo da Igreja Católica, contribuindo para a seção moral, e as comissões preparatórias da encíclica Veritatis Splendor. De 1989 a 2005 foi consultor da Congregação para a Educação Católica. De 1992 a 1997 foi membro da Comissão Teológica Internacional.
Em 1990, foi nomeado Magister Sacrae Theologiae, a mais alta honraria acadêmica concedida pela Ordem Dominicana. Em 2000, recebeu um doutorado honorário em “Teologia do Matrimônio e da Família” pela Pontifícia Universidade Lateranense, de Roma.